# 安倍真直
安倍 真直（あべ の まなお）は、平安時代初期の貴族。姓は阿倍小殿朝臣のち安倍朝臣。大宰大監・安倍三網または主殿頭・安倍男笠の子とする系図がある。官位は正五位下・左少弁。

## 経歴
左京出身。元は阿倍小殿朝臣姓を名乗っていたが、延暦25年（806年）に同族の真出と共に安倍朝臣姓に改姓する（この時の位階は正七位上）。
大同3年（808年）平城天皇の勅命を受けて侍医・出雲広貞と共に医学書『大同類聚方』100巻を撰述した。ただし、当時の真直の官職は衛門佐兼左大舎人助であり、その後も医学に関わる官職に任じられた記録が無いため、真直がなぜ医学書編纂に関与したのかは明らかでない。その後平城朝において、右大舎人助・右衛士佐・少納言・左近衛少将を歴任し、大同4年（809年）従五位上に昇叙された。
嵯峨朝の弘仁2年（811年）周防守に任じられ地方官に転ずるが、まもなく主殿頭兼豊後守と再び京官を務めた。その後、弘仁3年（812年）権左少弁、弘仁6年（815年）左少弁と弁官を歴任し、弘仁11年（820年）正五位下に至っている。

## 官歴
『日本後紀』による。
- 時期不詳：正七位上
- 延暦25年（806年） 正月17日：阿倍小殿朝臣から安倍朝臣に改姓
- 時期不詳：従五位下
- 大同3年（808年） 5月3日：見衛門佐兼左大舎人助相模介。5月28日：右大舎人助。7月22日：右衛士佐。9月5日：少納言、右衛士佐相模介如故
- 大同4年（809年） 2月13日：左近衛少将、侍従少納言如故。6月9日：従五位上
- 弘仁2年（811年） 7月23日：周防守。10月11日：主殿頭兼豊後守
- 弘仁3年（812年） 8月3日：権左少弁、豊後守如元
- 弘仁6年（815年） 3月13日：左少弁
- 弘仁11年（820年） 閏正月10日：正五位下